# Jesús Gilberto Gómez Maza
Político mexicano, originario de Chiapas, fue candidato del Partido Alternativa Socialdemócrata y Campesina al gobierno de Chiapas en las Elecciones de 2006.
Gómez Maza fue fundador del Partido de la Revolución Democrática en Chiapas. El 13 de diciembre de 2000 renunció a su militancia en ese Partido.
En 1968, siendo estudiante de medicina de la UNAM, participó activamente en el Movimiento estudiantil de 1968, sobreviviendo a la matanza del 2 de octubre en la Plaza de las Tres Culturas de Tlatelolco.
En diciembre de 2008, fue reconocido con el Premio Chiapas en la categoría de Ciencias. El Premio Chiapas es el máximo galardón que otorga el pueblo y el Gobierno de Chiapas a los artistas y científicos cuya sensibilidad creativa e incansable búsqueda del conocimiento, han enriquecido el patrimonio cultural, artístico y científico de la entidad.
El doctor Gómez Maza es reconocido por desarrollar su labor profesional con calidad y calidez. Además de ilustrar a 13 generaciones de la Escuela de Medicina de la máxima casa de estudios de Chiapas (UNACH). Pero su mayor aportación fue atraer hacia la entidad el Programa Nacional de Control de Enfermedades Diarreicas e Hidratación Oral, promovido en los años 80 por la UNICEF.
Murió en la Ciudad de Tuxtla Gutiérrez el 30 de julio de 2010.